# ترتر یروانتسی
ترتر یروانتسی (ارمنی: Տերտեր Երևանցի؛ ح. ۱۲۹۰ – ح. ۱۳۵۰) کشیش، کاتب و شاعر دوره قرون وسطی اهل ارمنستان بود. وی یه عنوان نخستین شاعر ایروان شناخته می‌شود.
ترتر یروانتسی در یروان به دنیا آمد. والدین «سارگیس» (کشیش کلیسای حواری ارمنی و «گوهار ملیک» نام داشتند. وی در «صومعه تغان» در نزدیکی بجنی زیر نظر وارداپت هاکوب آموزش دید.